# Scholen
Scholen község Németországban, Alsó-Szászországban, a Diepholzi járásban. Lakosainak száma 816 fő (2023. december 31.).

## Földrajza
Scholen Schwaförden, Sulingen és Neuenkirchen községekkel határos.